# Osteomielită
Osteomielita este afecțiunea caracterizată de inflamația și distrugerea matricei osoase provocată de infecția cu bacterii sau fungi. Boala afectează părți diferite ale scheletului la copii și adulți.